# Реметалк (нос)
Вижте пояснителната страница за други значения на Реметалк.
Носът Реметалк (на английски: Remetalk Point) е морски нос на източния бряг на полуостров Йоан Павел ІІ, остров Ливингстън, образуван от разклонение на Оряховски възвишения. Разположен 1.3 км южно от нос Агуеро, 3.7 км на запад-северозапад от нос Авитохол и 3.74 км на север-североизток от връх Касановас. Вдава се 450 м в залив Присое на протока Дрейк и отделя ледник Медвен на север от ледник Берковица на юг.
Координатите му са: 62°33′06″ ю. ш. 60°41′06″ з. д. / 62.551667° ю. ш. 60.685° з. д..
Наименуван е на тракийския владетел Реметалк III, 38-46. Името е официално дадено на 4 ноември 2005 г.
Българско картографиране от 2009 и 2012 г.

## Карти
- L.L. Ivanov et al, Antarctica: Livingston Island, South Shetland Islands (from English Strait to Morton Strait, with illustrations and ice-cover distribution), 1:100000 scale topographic map, Antarctic Place-names Commission of Bulgaria, Sofia, 2005
- Л. Иванов. Антарктика: Остров Ливингстън и острови Гринуич, Робърт, Сноу и Смит. Топографска карта в мащаб 1:120000. Троян: Фондация Манфред Вьорнер, 2009. ISBN 978-954-92032-4-0
- Л. Иванов. Карта на остров Ливингстън. В: Иванов, Л. и Н. Иванова. Антарктика: Природа, история, усвояване, географски имена и българско участие. София: Фондация Манфред Вьорнер, 2014. с. 18-19. ISBN 978-619-90008-1-6